# Црква Пресвете Богородице у Бабици
Црква Пресвете Богородице у Бабици, насељеном месту на територији општине Куршумлија, припада Епархији нишкој Српске православне цркве. Црква је подигнута око 1895. године и посвећена је Пресветој Богородици.
Изнад ушћа два бабичка потока, налазе се два брдашца. На десном брдашцу налази се омање црквиште посвећено Светој Петки – по предању народа, а на левом брду се налази Црква Пресвете Богородице. Историјски подаци говоре да се црква почела зидати 1863. године, а довршена негде око 1895. године. Данас је у рушевинама, због земљотреса на Копаонику 1980/83. године. Сазидана је као једнобродна грађевина у српско-византијском стилу. Имала је шест прозора са решеткама. Грађевина је омалтерисана споља и изнутра, али није била фрескописана.